# Бирзеббуджа

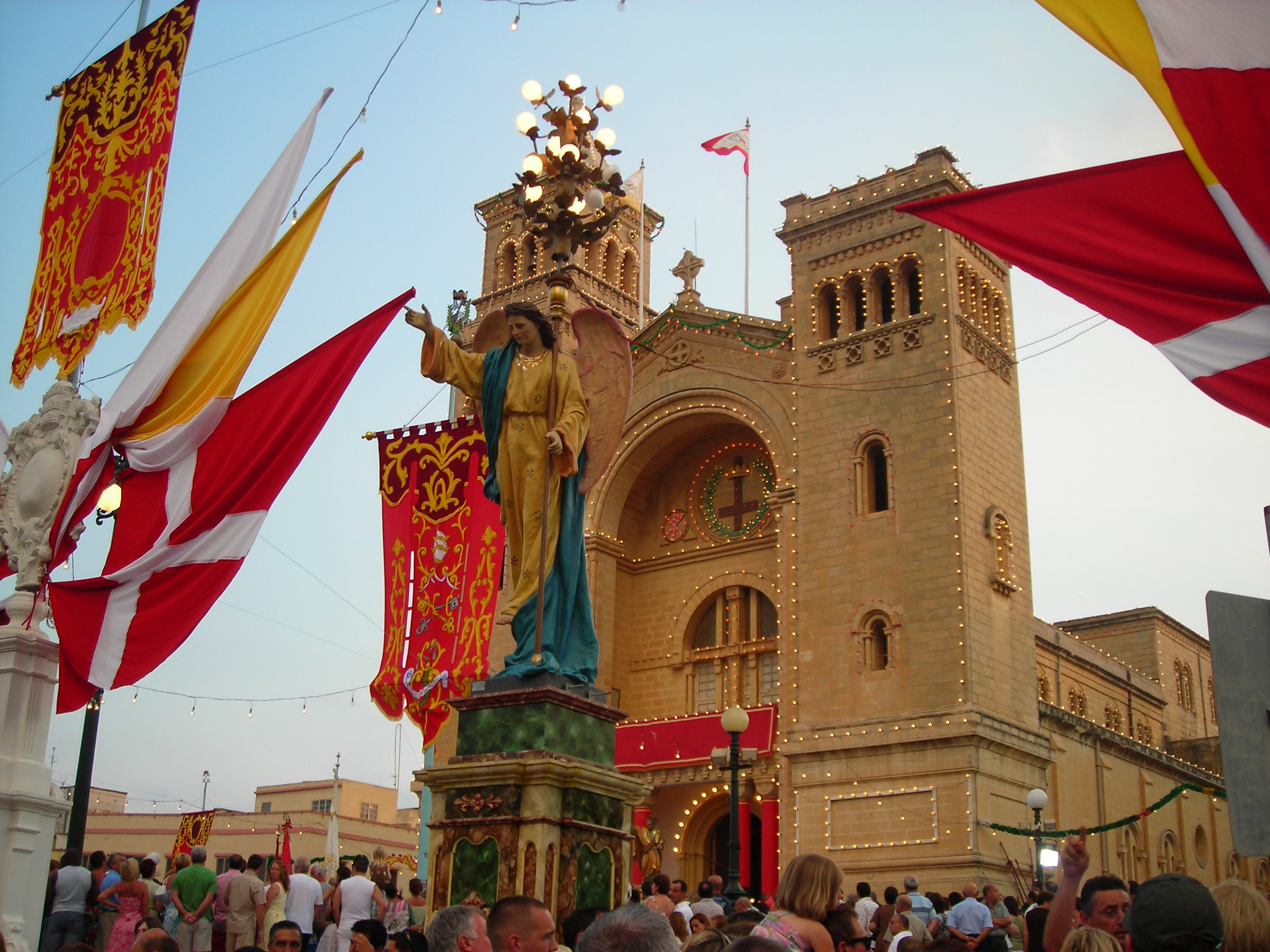
Церковь в Бирзеббудже

Бирзеббуджа, мальт. Birżebbuġa, букв. «страна оливок» — город и порт на юге Мальты в заливе Святого Георгия, в котором проживают около 8 000 жителей. Бывший рыбацкий посёлок со временем превратился в основной летний курорт Мальты.
Город известен ископаемыми останками эпохи последнего оледенения, обнаруженными в гроте Гхар-Далам, а также руинами мегалитического храма у близлежащей деревни Бордж ин-Надур. Церковь местного прихода посвящена святому Петру в оковах. Главная достопримечательность для большинства гостей — «Пещера тьмы».